# Mihály Kincses
Mihály Kincses (Budapest, 8 aprile 1918 – 5 ottobre 1979) è stato un calciatore e allenatore di calcio ungherese.

## Caratteristiche tecniche

### Giocatore
Dotato di una buona tecnica, Kincses era un attaccante. Con la maglia della Juventus si è dovuto adattare a giocare a centrocampo, sia sulla fascia destra sia come interno sinistro. La sua polivalenza tattica lo rendeva necessario alla manovra ma non indispensabile.

## Carriera

### Giocatore

#### Club
Attaccante di scuola ungherese, viene portato in Italia dall'Atalanta dove arriva assieme al compagno Sándor Olajkár. Con i bergamaschi disputa un'ottima stagione in Serie A siglando 9 gol e numerosi assist. Olajkar se ne andrà dopo alcuni mesi perché aveva deluso le aspettative.
Viene quindi acquistato dalla Juventus nella stagione 1947-1948, con la quale gioca 24 partite realizzando 5 marcature. Nella formazione torinese risulta essere l'unico straniero insieme al cecoslovacco Ján Arpáš. Nel 1948 passa quindi al Bari e poi alla Lucchese, sempre nel massimo campionato italiano. Con i toscani il primo anno, realizza ben 19 reti, arenandosi tuttavia i due seguenti, nei quali segna soltanto sei gol, di cui uno proprio alla Juventus nella sfida di capodanno del 1950.
Dopo l'esperienza di due anni con la Salernitana, in Serie B, ritorna in patria.

#### Nazionale
Ha indossato in 17 occasioni la maglia della Nazionale ungherese con la quale realizzò 2 reti.

### Allenatore
Nel 1954-1955 allena la Cavese Calcio e nel 1956-1957 la Federconsorzi di Roma, in IV Serie. Continuerà la carriera di allenatore, vincendo un Torneo di Viareggio con l'Atalanta, allenerà il settore giovanile bergamasco, scovando talenti come Domenghini, Vavassori, Magistrelli, Doldi e Moro.
In seguito allena anche le giovanili della Spal, ai tempi del turbolento presidente Paolo Mazza, e il Baracca Lugo in Serie D. Grande maestro dei più giovani, e sempre stato un instancabile punto di riferimento per le società che prediligevano i talenti fatti in casa.